# From the Very Start
"From the Very Start" là ca khúc được trình bày bởi nữ ca sĩ Việt Nam Vũ Hà Anh, được phát hành làm đĩa đơn thứ hai sau thành công của "Model (Take My Picture)". Sau đĩa đơn đầu tay với phong cách dance sôi động, "From the Very Start" có giai điệu pop-ballad pha R&B nhẹ nhàng, lãng mạn về tình yêu. Đây cũng là sáng tác đầu tay của cô viết cùng nhạc sĩ Antoneus Maximus. Bài hát được phát hành trên mạng vào giữa tháng 2 năm 2012 nhân dịp lễ tình nhân Valentine. Video âm nhạc đã giới thiệu một hình ảnh khác của Hà Anh dịu dàng, nữ tính hơn nhưng không kém phần gợi cảm. Cô cũng tổ chức hai buổi ký tặng đĩa cho fan và một mini show thứ 2 mang tên From the Very Start tại Hà Nội để quảng bá cho đĩa đơn này.

## Thông tin bài hát
Tháng 12 năm 2011, Hà Anh thông báo sẽ phát hành một album acoustic cũng với Hồ Trung Dũng dành cho các đôi lứa yêu nhau vào ngày Valentine nhưng vì phải mua bản quyền và xin giấy phép các ca khúc nước ngoài nên bị chậm tiến độ. Thay vào đó, Hà Anh phát hành đĩa đơn "From the Very Start" để đáp ứng sự mong đợi của người hâm mộ. Ngày 16 tháng 2, bản audio đã được master của "From the Very Start" được đăng lên facebook và blog cá nhân của cô. Ngoài ra bài hát còn có phiên bản tiếng Việt và acoustic đều được tung lên mạng.
"From the Very Start" do Antoneus Maximus và Hà Anh đồng sáng tác, đây cũng là sáng tác đầu tay của cô. Phần beat nhạc được sáng tác Jimmy Hoàng Gia và nhạc sĩ Ngọc Châu đảm nhận phần hòa âm phối khí. Hà Anh kể trong một lần ở trên máy bay đi làm việc, cô đã viết một bài thơ kể về mối tình đã qua của mình. Sau đó khi ở phòng thu cùng với Antoneus, cô vô tình nghe được một beat nhạc và nhớ đến bài thơ đó, và "From the Very Start" ra đời với sự giúp đỡ của Antoneus chỉ trong 40 phút. Bài hát là một ca khúc trữ tình nhạc R&B hiện đại, tiết tấu chậm, nhấn mạnh vào giai điệu và giọng hát của Hà Anh. Ca khúc mở đầu bằng giọng nói tiếng Pháp của Henri Hubert, tiếp nối là tiếng piano chậm rãi cho đến khi giọng Hà Anh cất lên trên nền beat đậm chất hip-hop/R&B và cuối cùng kết thúc cũng bằng tiếng đàn piano. Lời bài hát được viết bằng tiếng Anh dựa trên bài thơ tình mà cô viết, mà theo lời Hà Anh thì cô đã khóc khi viết nó. Cô đã chia sẻ: "Tôi không thể uốn lượn trong câu chữ khi hát, bởi tình cảm của tôi mộc mạc như vậy, tôi cũng chẳng muốn nó yểu điệu, cũng chẳng tranh giành... Chỉ là cảm xúc của tôi thôi mà... hiểu nó, yêu nó, bạn sẽ đồng cảm với nó."

## Video âm nhạc

Hà Anh và Matthew trong video của bài hát

Video "From the Very Start" được thực hiện bởi đạo diễn Việt Max, khởi quay vào ngày 14 tháng 1 và kết thức trong 3 ngày. Nhóm 84 Production tiếp tục công việc sản xuất cho video, địa điểm quay tại khu biệt thự Anna Mandara tại Đà Lạt và trang phục do Kelly Bùi thiết kế. Cuối tháng 1, những hình ảnh hậu trường, Hà Anh tình tứ bên một người mẫu nam được công bố trên facebook và các trang báo mạng. Ngày 12/2, video hậu trường hậu trường "From the Very Start" ra mắt khán giả và một tuần sau video chính thức được tung lên mạng.
Video bắt đầu là cảnh Hà Anh đang ngồi trên ghế sofa đọc bức thư để lại của người yêu, cùng lúc đó là bạn trai (Matthew Morris đóng) xách va li bước ra khỏi nhà. Cô nhìn vào chiếc đồng hồ quả quýt đang cầm trên tay và nhớ lại những khoảnh khắc tình tứ của hai người như cùng đọc sách, đi dạo, uống rượu, hôn nhau,... trong đó có cảnh quay khá nóng bỏng khi Hà Anh đang để lưng trần cho Matthew vẽ tranh. Những hình ảnh lãng mạn kết thúc là cảnh Matthew đi ra từ một chuyến tàu hỏa và Hà Anh đang đọc sách ở gần đó. Rút điện thoại từ trong túi quần nên anh vô ý làm rơi chiếc đồng hồ quả quýt ở đầu video, Hà Anh chạy ra nhặt và đưa nó cho Matthew. Hai người cười với nhau rồi đi về hai hướng nhưng vẫn ngoái lại nhìn, ám chỉ sự bắt đầu của tình yêu từ nhưng phút giây đầu tiên (from the very start).
- Đạo diễn: Việt Max
- Sản xuất: Vũ Hà Anh, Việt Max, Thành Đào
- Diễn viên: Matthew James Morris
- Thiết kế thời trang: Tú Nguyễn, Kelly Bùi
- Đạo diễn hình ảnh: Sum Trần, Max Murta
- Chỉnh sửa: STU
- Trợ lý sản xuất: Hoàng Tùng, Boogie, Ali Đoàn
- Công ty sản xuất: 84 Production

## Quảng bá
Tối ngày 16 tháng 3, đêm nhạc với chủ đề From the Very Start được tổ chức tại sân khấu của phòng trà WE cũng là sự kiện buổi ra mắt bài hát mới của Hà Anh, ngoài ra cô còn song ca 2 bài cùng Hồ Trung Dũng. Ngày 30/3 và 5/4, Hà Anh tổ chức 2 buổi ký tặng "From the Very Start" nhân ngày DVD được ra mắt tại Thành phố Hồ Chí Minh và Hà Nội, ngoài người hâm mộ còn có các khách mời như Kelly Bùi, Antoneus Maximus, Matthew Morris, Hà Okio, Kathy Nguyễn,... Bên cạnh việc giao lưu với khán giả, cô còn biểu diễn các bài hát "Model (Take My Picture)", "From the Very Start", "Right Here Waiting for You",... theo phong cách acoustic.
Đêm ngày 6 tháng 4, minishow thứ hai của Hà Anh mang tên From the Very Start diễn ra tại Taboo Lounge Bar, Tây Hồ, đây cũng là lần đầu cô ra mắt khán giả Hà Nội với vai trò ca sĩ. Cùng 2 người bạn diễn quen thuộc Hồ Trung Dũng và Antoneus Maximus, Hà Anh biểu diễn các ca khúc cover nổi tiếng như "I Don't Wanna Miss a Thing", "Saving All My Love for You", "All That Jazz", "I Still Believe",... và kết thúc đêm diễn bằng "From the Very Start" hát cùng với khán giả. Minishow được khen ngợi kết hợp đa dạng về phong cách nhạc từ pop, R&B, dance đến blues, jazz nhưng trang phục biểu diễn của Hà Anh để lộ quá nhiều "da thịt".